# Перри, Линда
Линда Перри (англ. Linda Perry; род. 15 апреля 1965 года, Спрингфилд, Массачусетс) — американская рок-исполнительница, автор песен и музыкальный продюсер, экс-солистка группы 4 Non Blondes. После ухода из группы Перри образовала два рекорд-лейбла и написала несколько известных хитов, в частности, для Гвен Стефани («What You Waiting For»), Пинк («Get the Party Started»), Кристины Агилеры («Beautiful»).

## Биография

### Юные годы
Родилась 15 апреля 1965 года в Спрингфилде (штат Массачусетс).
В 21 год она переехала в Сан-Франциско из Сан-Диего, где прошло её детство, и начала музыкальную карьеру.

### 4 Non Blondes
В 1989 году образовалась группа 4 Non Blondes, в которую входили: сама Перри, басистка Криста Хиллхаус (Christa Hillhouse), Шона Холл (Shauna Hall) и Ванда Дэй (Wanda Day).
В 1992-м году вышел дебютный альбом Bigger, Better, Faster, More!, включавший в себя хит «What’s Up?». Ещё через два года Перри покинула группу.

### Личная жизнь
Перри — открытая лесбиянка.
С 30 марта 2014 года Перри состояла в браке с актрисой Сарой Гилберт, с которой она встречалась 2 года до свадьбы. У супругов есть сын — Родс Эмилио Гилберт-Перри (род. 28 февраля 2015, рождён Гилберт). 27 декабря 2019 года Гилберт подала на расторжение юридических отношений с Перри после пяти лет брака, указав датой расставания 13 августа того же года, а причиной расставания — «непримиримые разногласия».

## Дискография

### 4 Non Blondes
- Bigger, Better, Faster, More! (1992)
- Dear Mr. President (Live in Italy) (1993—1994)

### Deep Dark Robot
- 8 Songs About a Girl (2011)

### Сольные работы
Альбомы
- In Flight (1996)
- After Hours (1999)
- In Flight (2005, перевыпуск)

Саундтреки
Ворон 2: Город ангелов (1996), Hollywood Records (30 августа, 1996)
- «Knock Me Out» Linda Perry